# White Bull
White Bull (Toro Blanco, en sioux: Pte - san - hunka; abril de 1849-21 de junio de 1947) fue un sobrino de Toro Sentado, famoso guerrero y jefe tribal sioux. Participó en la batalla de Little Big Horn. Durante años se creyó que White Bull se ufanaba de haber matado a George Armstrong Custer en tal suceso. Otras fuentes mencionan que nunca mencionó haberlo hecho pero sí haber peleado contra Custer.

## Biografía
Nació en las Colinas Negras (Black Hills) en Dakota del Sur, de una prominente familia sioux. Era hijo de Hace Espacio, un respetado jefe miniconjou, y Pluma Buena, hermana de Toro Sentado. Su hermano era Toro Único. Con dieciséis años, se convirtió en guerrero ganándose el estatus por su valentía al derribar a tres rastreadores de sus caballos y obtener diez caballos para su tribu. En honor al logro, fue su tío Luna Negra quien lo llamó Toro Blanco. Su tío materno fue el famoso líder sioux hunkpapa Toro Sentado, a quien acompañó en la huida a Canadá después de la batalla de Little Bighorn. 
Toro Blanco se rindió ante las tropas gubernamentales en 1876. Finalmente se convirtió en jefe, reemplazando a su padre después de su muerte. Actuó como juez del tribunal de ofensas contra los indios, y fue proponente de los reclamos de las tierras lakota en Black Hills. Murió en Dakota del sur en 1947. La relación con su tío le hizo un importante contribuyente a la biografía de Toro Sentado escrita por Stanley Vestal. 
Su nieto fue Dave Bald Eagle (1919-2016) que sirvió en el cuarto regimiento de caballería de los Estados Unidos y en la división 82 aerotransportada durante la Segunda Guerra Mundial; después de la guerra ejerció diversas profesiones, como batería, piloto de carreras, jugador de béisbol semiprofesional y artista del rodeo antes de trabajar como actor tras participar como extra en la película Bailando con lobos.